# USS Independence (LCS-2)
USS Independence (LCS-2) («Індепенденс», від англ. independence — «незалежність») — корабель класу «бойовий корабель прибережної зони», що знаходиться у складі ВМС США. Головний корабель серії.
Був закладений 19 січня 2006, спущений 4 травня 2008, прийнятий ВМС США 18 грудня 2009, 19 січня 2010 вступив до складу ВМС США.
Конструкція корпусу судна заснована за принципом SWATH (судно з малою площею перерізу по ватерлінії), розроблена і реалізована компанією Austal. Основою розробки послужив раніше створений компанією 127-метровий швидкісний автомобільно-пасажирський пором-тримаран «Benchijigua Express».
Станом на 2010, «USS Independence» і «Benchijigua Express» є найбільшими тримаранами у світі.
29 липня 2021 року був виведений зі складу ВМС США. Церемонія пройшла на військово-морській базі у Сан-Дієго.

## Галерея

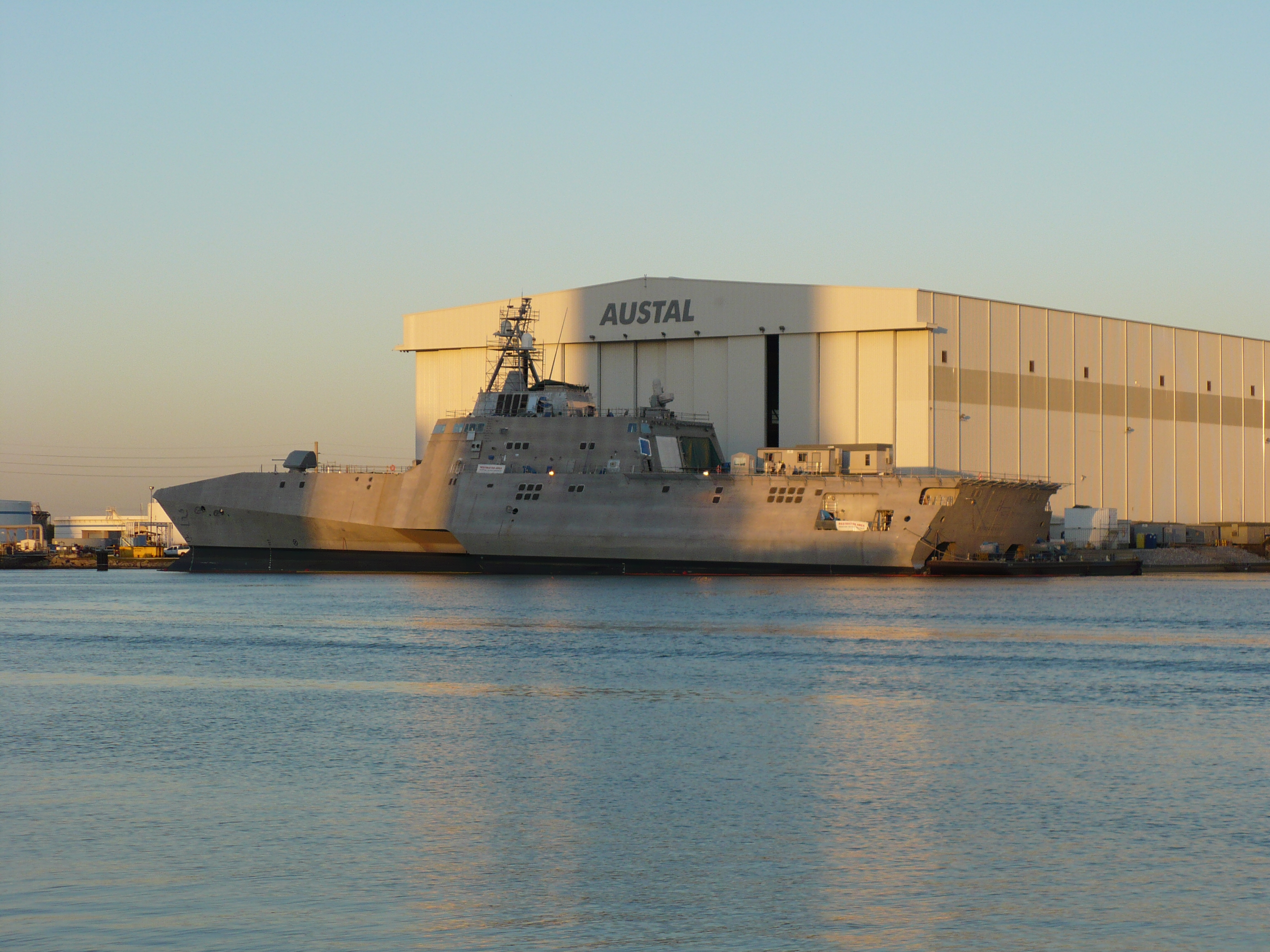
USS Independence біля корабельні.
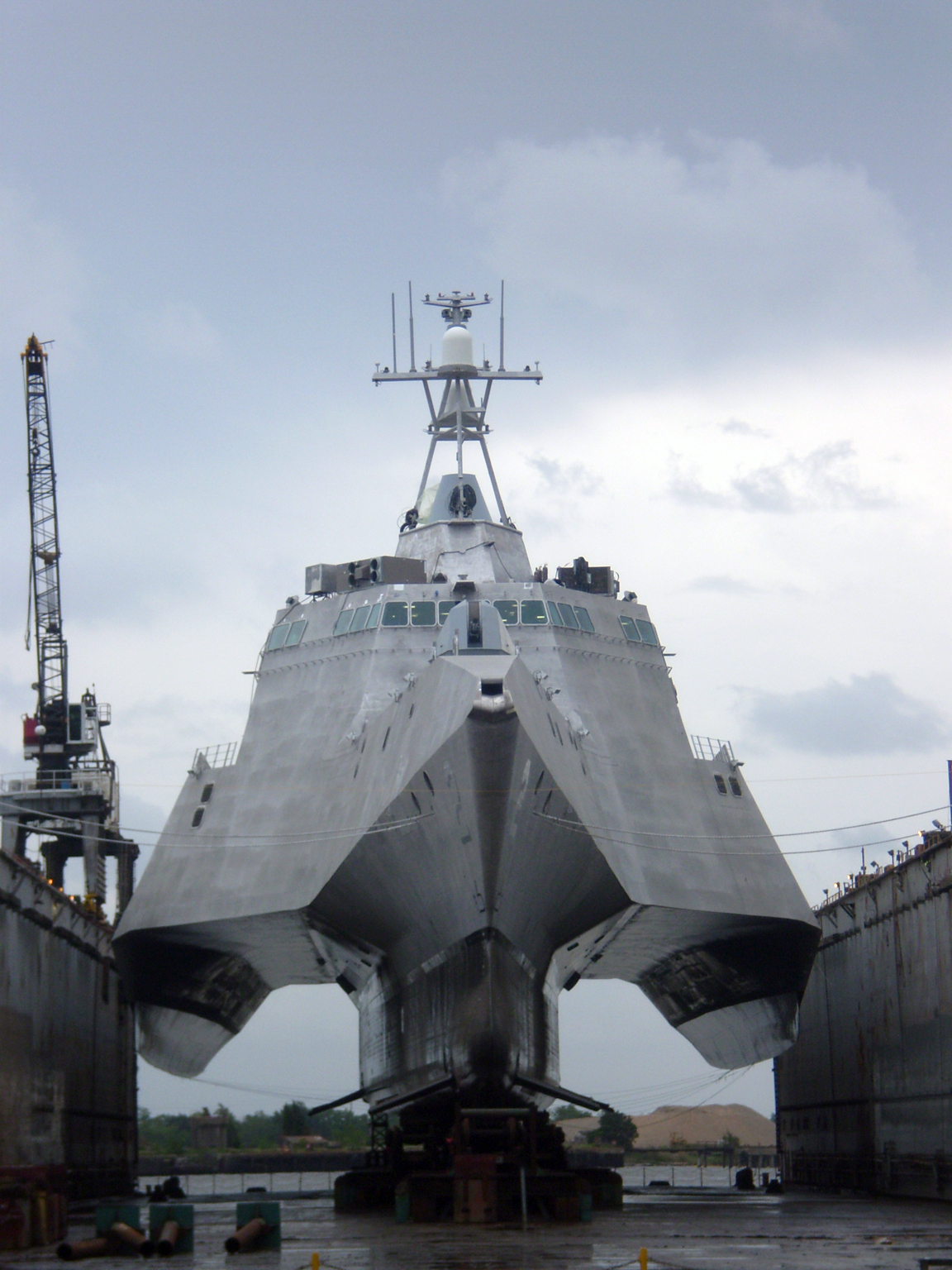
USS Independence у плавучому доці.
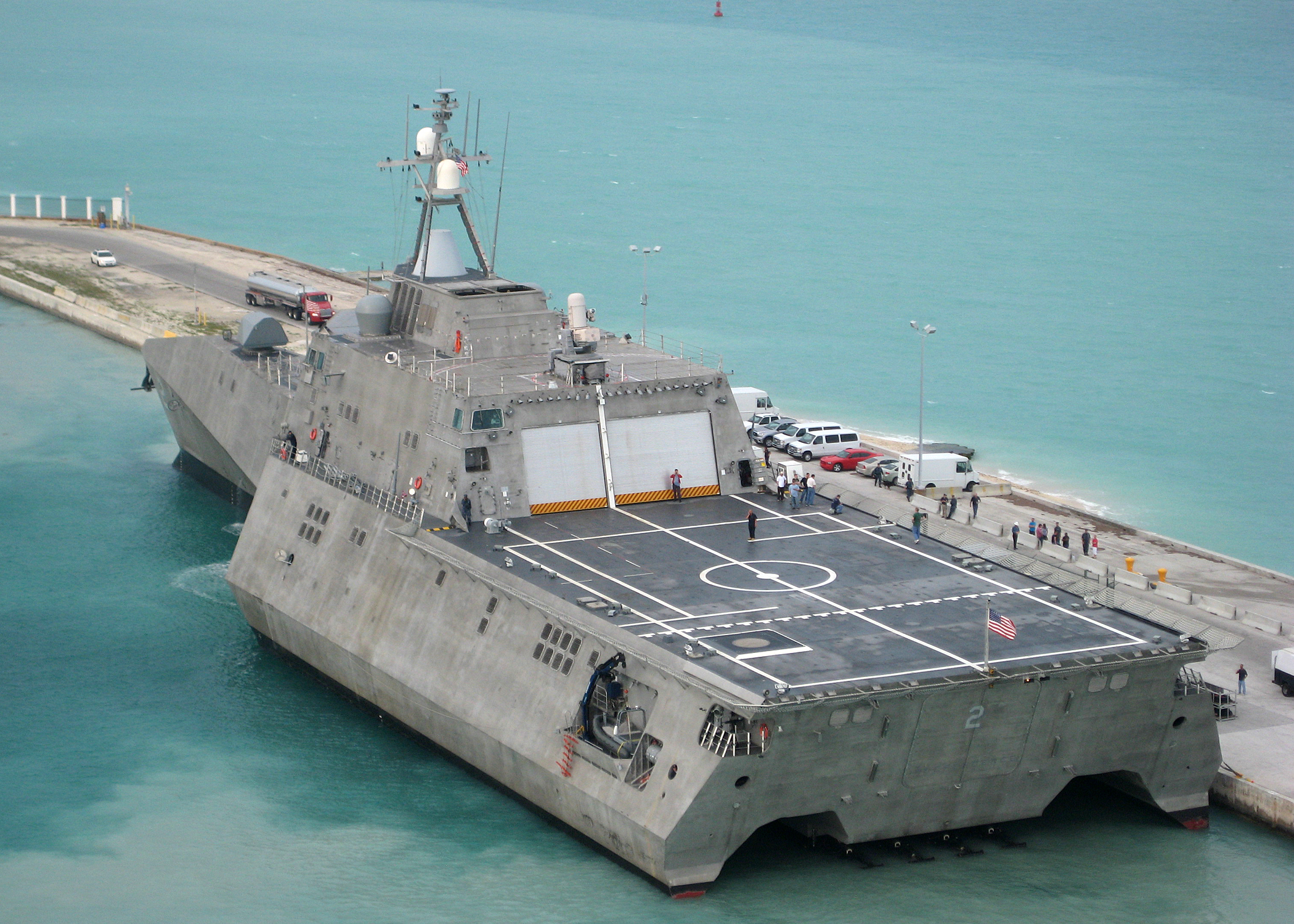
USS Independence біля причалу.
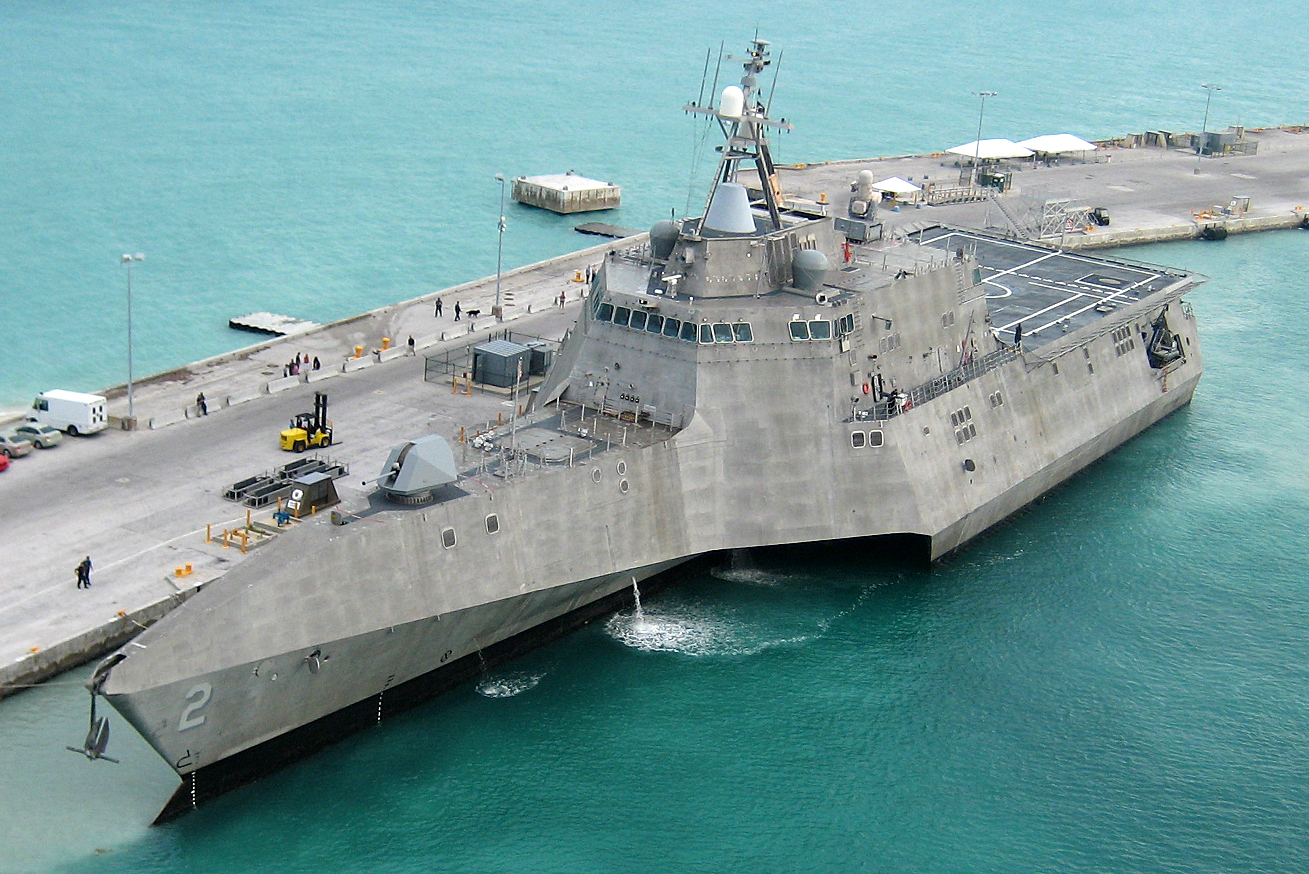
USS Independence біля причалу (вигляд згори).